# Szendrő József-díj (Pécsi Nemzeti Színház)

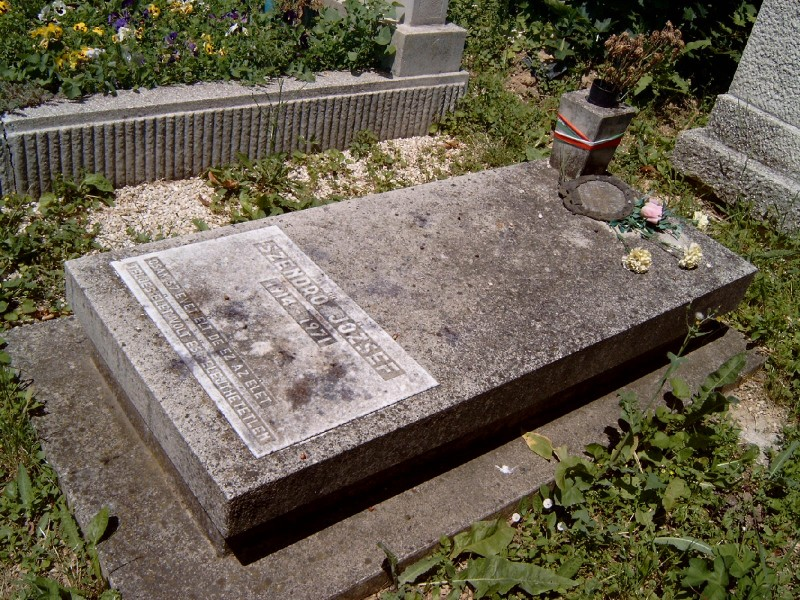
Szendrő József sírja

A Szendrő József-díjat (említik még így is: Szendrő-díj) a Pécsi Nemzeti Színház egykori igazgatójának emlékére alapította a Pécsi Nemzeti Színház 1991-ben. Szendrő József özvegye, Máthé Erzsi és a színház szintén néhai igazgatója Lengyel György jegyzik a díjat. Az elismerést minden évad első nagyszínpadi bemutatója előtt adják át annak a művésznek, aki a legkiemelkedőbb alakítást nyújtotta az előző évadban. A szavazás titkosan történik, azok a színművészek szavazhatnak, akik legalább egy éve tagjai a színháznak. A díjat olyan színművész kaphatja csak, aki legalább három éve a színház tagja.

## Díjazottak
- 1991: Paál László[2]
- 1992: Péter Gizi[4]
- 1993: Fillár István[5]
- 1994: N. Szabó Sándor[6]
- 1995: Pásztor Edina[7]
- 1996 posztumusz: Héjja Sándor[8]
- 1997: Németh János[9]
- 1998: Unger Pálma[10]
- 1999: Krum Ádám[11]
- 2000: Fábián Anita[12]
- 2001: Lipics Zsolt[13]
- 2002: Bánky Gábor[14]
- 2003: Urbán Tibor[15]
- 2004: Füsti Molnár Éva[16]
- 2005: ?
- 2006: Köles Ferenc,[17]
- 2007: Széll Horváth Lajos[18]
- 2008: Herczeg Adrienn[19]
- 2009: Zayzon Zsolt[20]
- 2010: Ottlik Ádám[21]
- 2011: Darabont Mikold[22]
- 2012: Stubendek Katalin[23]
- 2013: Józsa Richárd[24]
- 2014: Györfi Anna[25]
- 2015: Vidákovics Szláven[26]
- 2016: Sólyom Katalin[27]
- 2017: Stenczer Béla[28]
- 2018ː Götz Attila[29]
- 2019: Vlasits Barbara[30]
- 2020: Tóth András Ernő[31]
- 2021: Illés Alexa[32]
- 2022ː Bera Márk[33]
- 2023: Takaró Kristóf[34]
- 2024: Unger Pálma[35]